# Deividas Kizala
Deividas Kizala (ur. 12 lutego 1998 w Kownie) – litewski łyżwiarz figurowy, startujący w parach tanecznych z Pauliną Ramanauskaitė. Uczestnik igrzysk olimpijskich (2022), uczestnik mistrzostw Europy i zawodów z cyklu Challenger Series, dwukrotny wicemistrz Litwy (2020, 2022).

## Osiągnięcia

### Z Pauliną Ramanauskaitė
| Zawody                      | 19–20          | 20–21          | 21–22          | 22–23          | 23–24          |                |                |                |                |                |                |                |                |                |                |                |                |
| Międzynarodowe              | Międzynarodowe | Międzynarodowe | Międzynarodowe | Międzynarodowe | Międzynarodowe | Międzynarodowe | Międzynarodowe | Międzynarodowe | Międzynarodowe | Międzynarodowe | Międzynarodowe | Międzynarodowe | Międzynarodowe | Międzynarodowe | Międzynarodowe | Międzynarodowe | Międzynarodowe |
| --------------------------- | -------------- | -------------- | -------------- | -------------- | -------------- | -------------- | -------------- | -------------- | -------------- | -------------- | -------------- | -------------- | -------------- | -------------- | -------------- | -------------- | -------------- |
| Zimowe igrzyska olimpijskie |                |                | 23             |                |                |                |                |                |                |                |                |                |                |                |                |                |                |
| Mistrzostwa świata          |                |                |                | 26             | 31             |                |                |                |                |                |                |                |                |                |                |                |                |
| Mistrzostwa Europy          |                |                |                | 17             | 16             |                |                |                |                |                |                |                |                |                |                |                |                |
| CS Finlandia Trophy         |                |                | 15             | 8              |                |                |                |                |                |                |                |                |                |                |                |                |                |
| CS Lombardia Trophy         |                |                | WD             | 9              |                |                |                |                |                |                |                |                |                |                |                |                |                |
| CS Memoriał Ondreja Nepeli  |                |                |                |                | 14             |                |                |                |                |                |                |                |                |                |                |                |                |
| CS Warsaw Cup               |                |                | 19             |                |                |                |                |                |                |                |                |                |                |                |                |                |                |
| Zimowa uniwersajda          |                |                |                | 11             |                |                |                |                |                |                |                |                |                |                |                |                |                |
| Krajowe                     |                |                |                |                |                |                |                |                |                |                |                |                |                |                |                |                |                |
| Mistrzostwa Litwy           | 2              |                | 2              |                |                |                |                |                |                |                |                |                |                |                |                |                |                |

### Z Guostė Damulevičiūtė
| Zawody                                | 14–15          | 15–16          | 16–17          | 17–18          |                |                |                |                |                |                |                |                |                |                |                |                |                |
| Międzynarodowe                        | Międzynarodowe | Międzynarodowe | Międzynarodowe | Międzynarodowe | Międzynarodowe | Międzynarodowe | Międzynarodowe | Międzynarodowe | Międzynarodowe | Międzynarodowe | Międzynarodowe | Międzynarodowe | Międzynarodowe | Międzynarodowe | Międzynarodowe | Międzynarodowe | Międzynarodowe |
| ------------------------------------- | -------------- | -------------- | -------------- | -------------- | -------------- | -------------- | -------------- | -------------- | -------------- | -------------- | -------------- | -------------- | -------------- | -------------- | -------------- | -------------- | -------------- |
| Mistrzostwa Europy                    |                |                |                | 24             |                |                |                |                |                |                |                |                |                |                |                |                |                |
| CS Tallinn Trophy                     |                |                | 11             |                |                |                |                |                |                |                |                |                |                |                |                |                |                |
| Międzynarodowe: Kategorie młodzieżowe |                |                |                |                |                |                |                |                |                |                |                |                |                |                |                |                |                |
| Mistrzostwa świata juniorów           | 24             | 22             | 17             |                |                |                |                |                |                |                |                |                |                |                |                |                |                |
| Zimowe igrzyska olimpijskie młodzieży |                | 9              |                |                |                |                |                |                |                |                |                |                |                |                |                |                |                |